# Воровського (Борисовський район)
Воровського (біл. вёска Вароўскага) — село в складі Борисовського району Мінської області, Білорусь. Село підпорядковане Мстижській сільській раді, розташоване в північно-східній частині області.